# Vigile del fuoco volontario

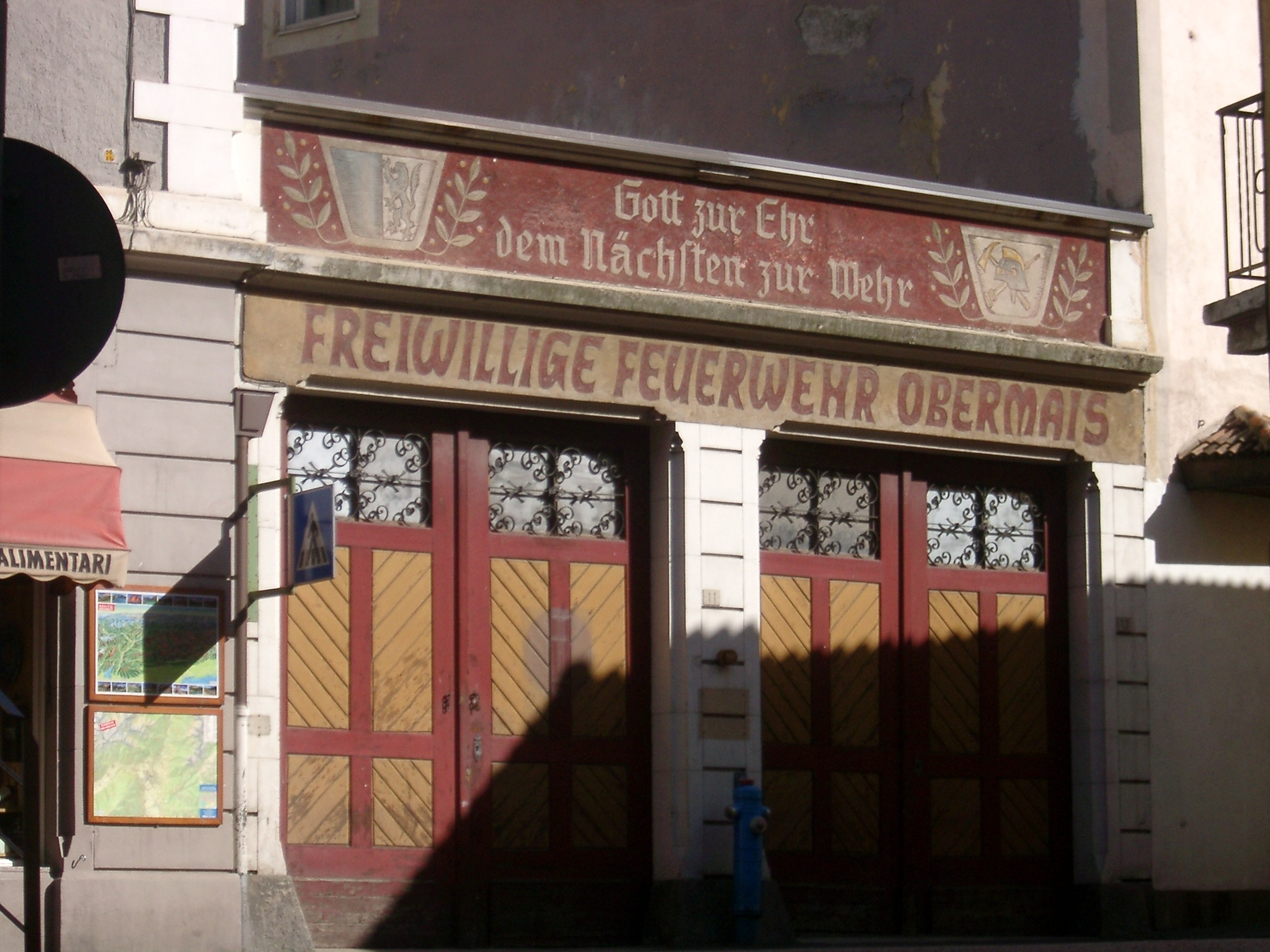
La sede storica dei Vigili del fuoco volontari a Maia Alta (Merano)

Il vigile del fuoco volontario  è un soggetto che per attività di volontariato, quindi non a scopo professionale, svolge limitatamente alle sue competenze l'attività di vigile del fuoco. Questa figura esiste in molti Stati del mondo.

## Nel mondo

### Francia
In Francia i vigili del fuoco volontari sono reclutati a partire dai 16 anni di età e devono superare un esame di idoneità fisica uguale a quello richiesto per i professionisti. In servizio hanno le stesse qualità giuridiche dei colleghi permanenti.

### Germania
Secondo le leggi degli Stati federati della Germania  ogni comune deve disporre di un corpo di vigili del fuoco volontari, con possibilità di averne uno di professionisti come specifiche competenze tecniche. La presenza di un corpo di vigili professionisti è invece obbligatoria 
a partire da 100.000 abitanti.

### Italia
Il Corpo nazionale dei vigili del fuoco può avvalersi di volontari - che devono avere un'età compresa tra i 18 ed i 45 anni - ammessi a domanda previo soddisfacimento sei requisiti richiesti e superamento di un corso di formazione teorico pratico, in servizio presso i comandi provinciali. La legge inoltre garantisce loro la possibilità di assentarsi dal lavoro per un massimo di 20 giorni per ragioni di servizio senza che ciò abbia ripercussioni sulla vita professionale.
In alcune regioni a statuto speciale come in Trentino Alto Adige i vigili del fuoco ad eccezione delle città di Trento e Bolzano sono costituiti esclusivamente da corpi volontari, in particolare: Unione provinciale dei corpi dei vigili del fuoco volontari dell'Alto Adige e la Federazione dei vigili del fuoco volontari della Provincia autonoma di Trento.